# Ngarla
Le Ngarla est une langue pama-nyungan de la côte de l'Australie occidentale. Il est possible qu'il soit mutuellement intelligible avec le panyjima et le marthunira, mais les trois sont considérées comme des langues distinctes.
Ngarla est membre de la branche Ngayarda des langues Pama-Nyungan. Dench, en 1995, a estimé qu'il n'y avait pas suffisamment de données pour permettre une classification fiable, mais Bowern et Koch, 2004n l'incluent sans réserve.
Le Ngarla est parlé près de Port Hedland. Le « Ngarla » sur la rivière Ashburton est un dialecte d'une langue différente, bien que peut-être apparentée, le Yinhawangka.
Selon le Centre linguistique Irra Wangga, « le Ngarla n'est plus parlé aujourd'hui, bien qu'il reste quelques membres de la communauté qui connaissent quelques mots et expressions de la langue ».

## Phonologie

### Consonnes
|              | Labial | dorso-vélaire | Lamino-palatin | Apico-alvéolaire | Rétroflex |
| ------------ | ------ | ------------- | -------------- | ---------------- | --------- |
| Nasale       | m      | ŋ             | ɲ              | n                | ɳ         |
| Arrêt        | p      | k             | c              | t                | ʈ         |
| Latéral      |        |               | ʎ              | l                | ɭ         |
| Rhotique     |        |               |                | ɾ                | ɽ         |
| Semi-voyelle | w      | w             | j              |                  |           |

### Voyelles
|        | Devant | Dos  |
| ------ | ------ | ---- |
| Haut   | i iː   | u uː |
| Faible | a aː   | a aː |

Les voyelles longues sont rares.

## Grammaire

### Marqueurs de temps
Les marqueurs de temps Ngarla pour les verbes :
| Marqueur de temps | Temps   |
| ----------------- | ------- |
| -n                | passé   |
| -ngkaya           | présent |
| -kuRa             | avenir  |

## Renaissance de la langue
En 2020, le Ngarla était l'une des 20 langues prioritaires du Projet de soutien aux langues, mené par First Languages Australia et financé par le ministère des Communications et des Arts. Ce projet vise à « identifier et documenter les langues en danger critique d'extinction – celles pour lesquelles il existe peu ou pas de documentation, pour lesquelles aucun enregistrement n'a été réalisé, mais dont des locuteurs sont encore vivants ».
Des recherches ont été entreprises sur la langue au Centre de langues Irra Wangga, qui a produit des ressources en Ngarla, notamment Ngarla Numbers et Jamie's Bush Tucker Trip.